# Bogusław Domagała
Bogusław Andrzej Domagała (ur. 9 lipca 1936 w Jadwigowie, zm. 26 marca 2025) – polski działacz partyjny i rolniczy, ekonomista, w latach 1978–1982 wicewojewoda kielecki.

## Życiorys
Syn Mariana i Rozalii. Został absolwentem Zespołu Techników Rolniczych w Nysie jako agrotechnik (1954) oraz ekonomii w Wyższej Szkole Nauk Społecznych przy KC PZPR (1968). Początkowo pracował w Powiatowym Zarządzie Rolnictwa we Włoszczowie i Państwowym Ośrodku Maszynowym w Seceminie, od 1956 do 1957 odbywał służbę wojskową w Legionowie. Następnie zatrudniony jako inspektor (1957) i kierownik (1961–1962) Wydziału Rolnictwa i Leśnictwa Prezydium Powiatowej Rady Narodowej we Włoszczowie, w międzyczasie pracownik Powiatowego Związku Kółek Rolniczych tamże. Od 1973 do 1974 kierował Wydziałem Rolnictwa i Leśnictwa w Prezydium Wojewódzkiej Rady Narodowej w Kielcach (następnie na tożsamym stanowisku w kieleckim Urzędzie Wojewódzkim). W latach 1975–1978 prezes Wojewódzkiego Związku Rolniczych Spółdzielni „Samopomoc Chłopska” w Kielcach.
W 1954 wstąpił do Polskiej Zjednoczonej Partii Robotniczej. Był instruktorem i sekretarzem ds. rolnych (1962–1964) Komitetu Powiatowego PZPR we Włoszczowie. Od 1966 do 1972 zastępca kierownika Wydziału Rolnego Komitetu Wojewódzkiego PZPR w Kielcach, od 1975 członek tegoż komitetu wojewódzkiego. Od 3 kwietnia 1978 do 22 maja 1982 zajmował stanowisko wicewojewody kieleckiego, odpowiedzialnego za pion rolnictwa i handlu. W III RP związany z prywatnym przedsiębiorstwem branży leśnej.
29 marca 2025 pochowany na cmentarzu w Cedzynie.